# Nationale Vergadering (Bulgarije)
De Nationale Vergadering (Bulgaars: Народно събрание, Narodno Sobranie), opgericht in 1879, is het eenkamerparlement van Bulgarije. Volgens de grondwet ligt de wetgevende macht in handen van de Nationale Vergadering.

## Nationale Vergadering
De Nationale Vergadering bestaat thans uit 240 leden die gekozen worden via algemeen en enkelvoudig kiesrecht voor een periode van vier jaar. De verkiezing verloopt via het stelsel van evenredige vertegenwoordiging. Om in de Nationale Vergadering te worden gekozen moet een partij of persoon ten minste 4% van de stemmen behalen.
De Nationale Vergadering kan wetten en de begroting goedkeuren, de datum van de presidentsverkiezingen vaststellen, ministers benoemen en ontslaan, de oorlog verklaren, toestemming geven aan het zenden van troepen naar het buitenland en internationale verdragen en afspraken ratificeren.

## Grote Nationale Vergadering
In bijzondere gevallen kan er volgens de grondwet ook een Grote Nationale Vergadering (Bulgaars: Велико народно събрание, Veliko Narodno Sobranie) worden gekozen van 400 leden. Via het stelsel van evenredige vertegenwoordiging, worden er dan 200 leden gekozen en 200 leden via getrapte verkiezingen. Een Grote Nationale Vergadering heeft de bevoegdheden om een nieuwe grondwet aan te nemen of een grondwet drastisch te wijzigen, een regent of staatshoofd aan te stellen alsook territoriale veranderingen goed te keuren. In de geschiedenis van Bulgarije is er zeven keer een Grote Nationale Vergadering gekozen.

## Onderkomen

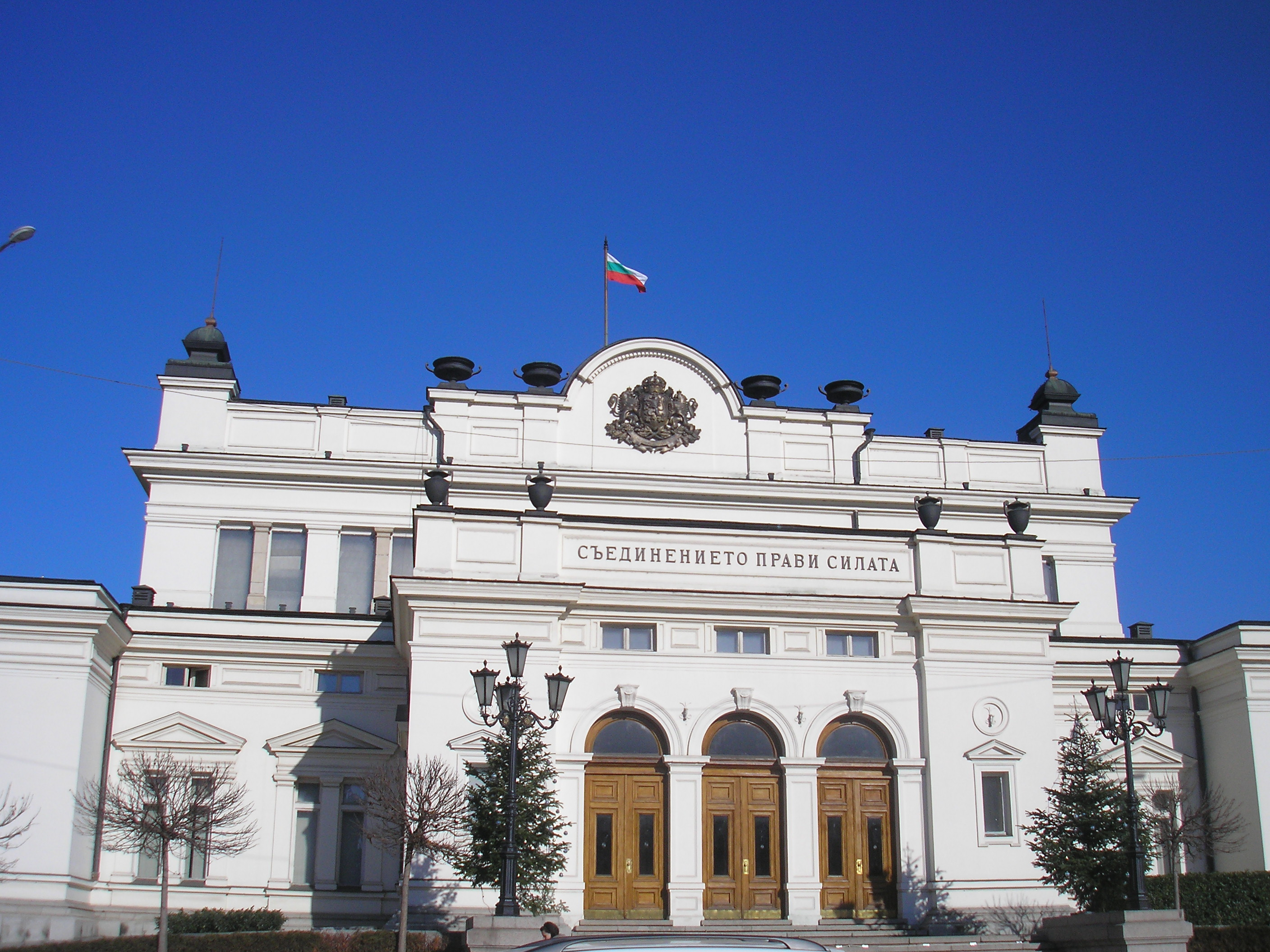
Nationale Vergadering van Bulgarije

De Nationale Vergadering is gevestigd in een historisch gebouw in het centrum van Sofia, dat tussen 1884 en 1886 in Neorenaissancestijl werd opgetrokken. Het gebouw is cultureel erfgoed, ontworpen door de in Wenen en Zwitserland opgeleide architect Konstantin Jovanovitsj, die ook het Parlement van Servië ontwierp.

## Samenstelling Nationale Vergadering sinds 2023
De 49e Nationale Vergadering werd op 2 april 2023 gekozen.

## Verwijzing
1. ↑  [Artikelen 62 tot 91 van de Bulgaarse Grondwet]